# Westminster (Massachusetts)
Westminster est une ville du Comté de Worcester au Massachusetts, fondée en 1737.
Sa population était de 7 277 habitants en 2010.

## Localisation
| Ashburnham  | Ashburnham  | Fitchburg            |
| Gardner     | Westminster | Fitchburg Leominster |
| Hubbardston |             | Princeton            |

## Registre national des lieux historiques

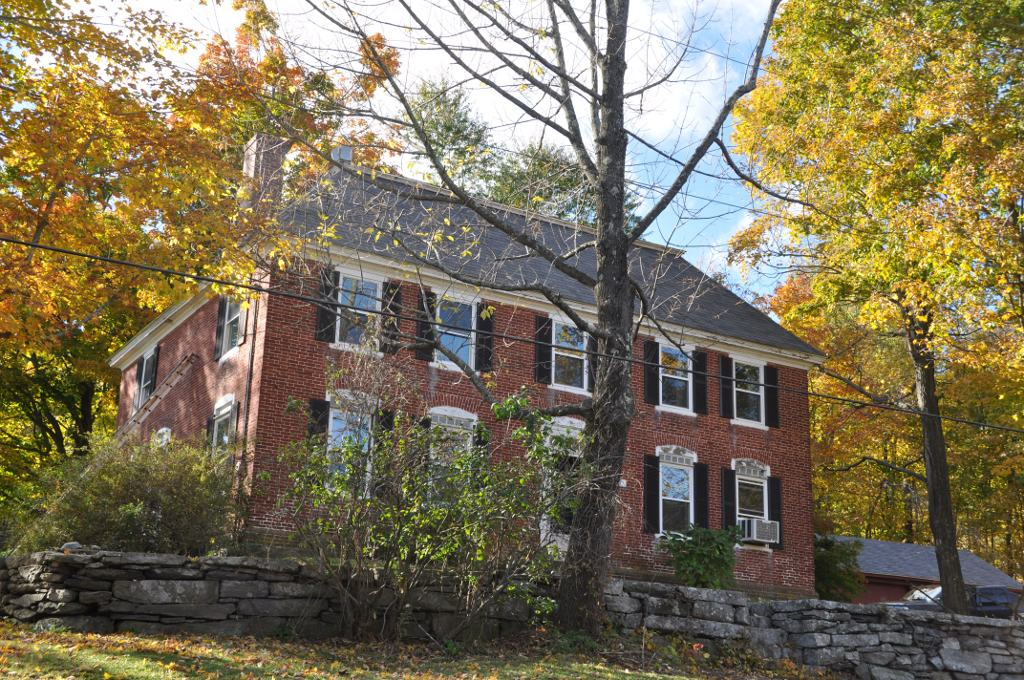
Ahijah Wood House (en)
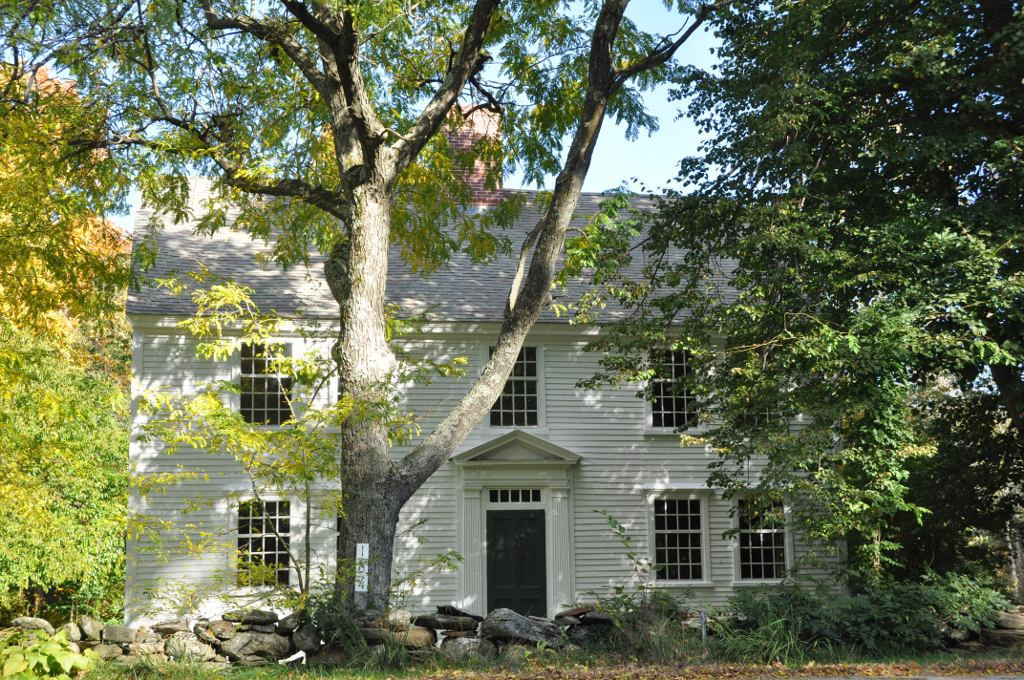
Nathan Wood House (en)
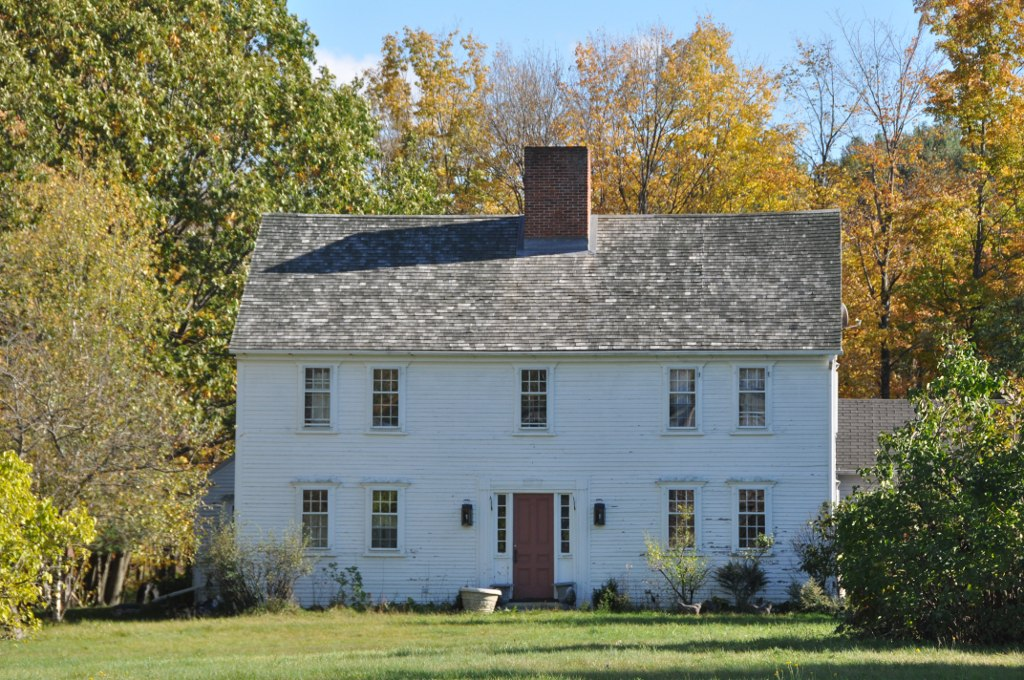
Ezra Wood-Levi Warner Place (en)

## Personnalité
- Nelson Miles, général, né à Westminster en 1839.
- Charles Hudson, représentant et sénateur des États-Unis, y a exercé les fonctions de pasteur pendant 20 ans[1].